# Disparoneura ramajana
Disparoneura ramajana é uma espécie de libelinha da família Protoneuridae.
É endémica de Sri Lanka.
Os seus habitats naturais são: regiões subtropicais ou tropicais húmidas de alta altitude e rios.
Está ameaçada por perda de habitat.